# Farewell (Bob Dylan)
Farewell, conosciuta anche con il titolo Fare Thee Well (My Own True Love), è un brano musicale del cantautore statunitense Bob Dylan.
Dylan scrisse la canzone nel gennaio 1963. Considerò di inserirla nel suo terzo album The Times They Are a-Changin', ma dopo qualche take di prova eseguita durante la prima seduta in studio, abbandonò l'idea. Queste prime incisioni del brano da parte di Dylan furono pubblicate in numerosi bootleg, ed ufficialmente in The Bootleg Series Vol. 9 - The Witmark Demos: 1962-1964 nell'ottobre 2010.
La canzone è stata inclusa anche nella colonna sonora del film dei fratelli Coen A proposito di Davis, ispirato alla vita di Dave Van Ronk (grande amico di Dylan ai tempi del Greenwich Village).
Nel corso degli anni, Farewell è stata reinterpretata da molti altri artisti, tra i quali Pete Seeger, Judy Collins, Lonnie Donegan, Dion, e Tony Rice.

## Il brano
Dylan incise per la prima volta Farewell l'8 febbraio 1963, insieme ad altre undici canzoni, durante una sessione che per anni venne ritenuta essersi svolta nello scantinato del Gerde's Folk City o del Gaslight Cafe, nel Greenwich Village, entrambi locali dove Dylan si esibì spesso nei primi anni sessanta. L'amico Happy Traum, all'epoca membro dei New World Singers, lo accompagna al canto e al banjo. Le registrazioni uscirono su bootleg con il titolo The Banjo Tape. Decenni dopo, in interviste con Michael Gray, Traum identificò la location delle sessione essere un appartamento dell'East Village dove abitava Gil Turner, che lavorava al Gerde ed era uno degli editori della rivista Broadside.
Un mese dopo la sessione con Traum, Dylan registrò la canzone su nastro demo per il suo editore musicale M. Witmark & Sons. Questa versione demo, apparsa in numerosi bootleg, è quella pubblicata in The Bootleg Series Vol. 9 - The Witmark Demos: 1962-1964. Nell'aprile 1963, egli incise nuovamente Farewell per Broadside, e una trascrizione dello spartito e del testo apparvero nel numero di quel mese della rivista. Sempre in aprile, Dylan andò a Chicago per suonare al The Bear, un locale folk di proprietà del suo manager Albert Grossman. Il giorno dopo, il 26 aprile, egli venne intervistato dal dj radiofonico Studs Terkel della stazione WFMT. Bob suonò sette brani nello show, iniziando con Farewell (la settima canzone fu Blowin' in the Wind). Quattro mesi dopo, durante la prima sessione in studio per l'album Times They Are a-Changin', Dylan registrò altre quattro take della canzone, nessuna di queste completa.
Non sembra esistere su nastro nessuna esecuzione dal vivo della canzone da parte di Dylan all'epoca. Bob fece relativamente pochi concerti nel 1963.
Una versione più breve in studio, precedentemente inedita, di Farewell è stata pubblicata nell'album della colonna sonora del film A proposito di Davis (2013) (sebbene nel film sia invece stata usata la versione dei "Witmark Demos").

### Origine della canzone e significato
Dylan basò la struttura del pezzo sull'antica ballata tradizionale britannica Leaving of Liverpool. Suonò per la prima volta il brano agli amici del Greenwich Village dopo il suo ritorno dal viaggio a Londra nei primi di gennaio 1963. In Leaving of Liverpool, la prima strofa della ballata racconta la storia di qualcuno che parte da Liverpool via mare per andare in California, rimpiangendo di lasciarsi alle spalle la persona amata. Sotto questo punto di vista, i due brani sono simili in quanto la prima strofa della canzone di Dylan eprime il medesimo senso di perdita.
Somiglianze ovvie a parte, la storia e i sentimenti delle due canzoni differiscono. In The Leaving of Liverpool, il narratore è in viaggio verso la California via mare e promette di ritornare. In Farewell, il narratore menziona di essere in viaggio, citando la California come una delle possibili destinazioni, ma non la predefinita. Inoltre, nel testo di Dylan il viaggiatore ammette solo di pensare di tanto in tanto all'amata e di scriverle qualche sporadica lettera, senza però nessuna intenzione di tornare da lei.
Farewell possiede inoltre qualche somiglianza melodica e tematica con la versione incisa da Dylan del brano tradizionale Mary Ann, incluso successivamente nel suo album del 1973 Dylan. Come Farewell, anche Mary Ann parla della separazione di due amanti.

## Cover
Nel 1963, Pete Seeger incise Farewell per l'album The Broadside Ballads, Volume 2. La versione di Seeger venne pubblicata con il titolo Fare-Thee-Well (My Own True Love). Judy Collins registrò la canzone insieme a Masters of War per Judy Collins 3. Anche il gruppo The Hillmen reinterpretò la canzone nel 1963. Anita e Helen Carter del gruppo folk The Carter Family registrarono la loro versione nel 1964. Il Modern Folk Quartet inserì un'altra versione di Farewell nell'album Changes. Nel 1965, The Kingston Trio, che sei anni prima aveva dato il via al boom del folk revival, incise Farewell per il disco Nick Bob John. Nel 1965 Lonnie Donegan in The Folk Album, pubblicò anch'esso una versione del brano. Quattro anni più tardi, Dion DiMucci, leader del gruppo rock 'n roll Dion and the Belmonts, pubblicò un album solista di composizioni folk rock, Wonder Where I'm Bound. L'album, prodotto da Tom Wilson, include due cover di Dylan, It's All Over Now, Baby Blue e Farewell. Altre reinterpretazioni significative di Farewell negli anni successivi includono la versione del cantante folk irlandese Liam Clancy nel 1975 intitolata Farewell To Tarwaithie, e quella di Tony Rice del 1984 apparsa sull'album Cold on the Shoulder.